# Союз МС-05
«Союз МС-05» — політ космічного корабля до міжнародної космічної станції, старт якого відбувся 28 липня 2017 року та посадка 14 грудня 2017 року. Головна мета польоту — доставка трьох учасників експедиції МКС-52/53 та повернення їх на Змелю. Це 132-й пілотований політ корабля «Союз» (перший політ відбувся 1967 року). Політ екіпажу корабля тривав 139 діб.

## Екіпаж
- (Роскосмос): Сергій Рязанський (2-й космічний політ) — командир екіпажу;
- (НАСА): Рендолф Брезник (2) — бортінженер № 1;
- (ЕКА): Паоло Несполі (3) — бортінженер № 2.

## Дублери
- (Роскосмос): Олександр Місуркін (2-й космічний політ) — командир екіпажу;
- (НАСА): Марк Т. Ванде Хей (1) — бортінженер,
- (JAXA): Норісіге Канаї (1) — бортінженер.

## Запуск та політ
Старт корабля відбувся 28 липня 2017 року о 15:41 (UTC) з космодрому Байконур.
Зближення з МКС відбувалося за чотирьохвитковою схемою. Стикування корабля зі станцією відбулося в автоматичному режимі 28 липня 2017 року о 21:54 (UTC) до модуля Рассвєт. Невдовзі космонати перейшли на борт МКС.
14 грудня 2017 о 5:14 (UTC) корабель «Союз МС-05» з трьома космонавтами на борту (С. Рязанський, Р. Брезник та П. Несполі) відстикувався від МКС та о 8:38 (UTC) успішно приземлився на території Казахстану.

## Галерея

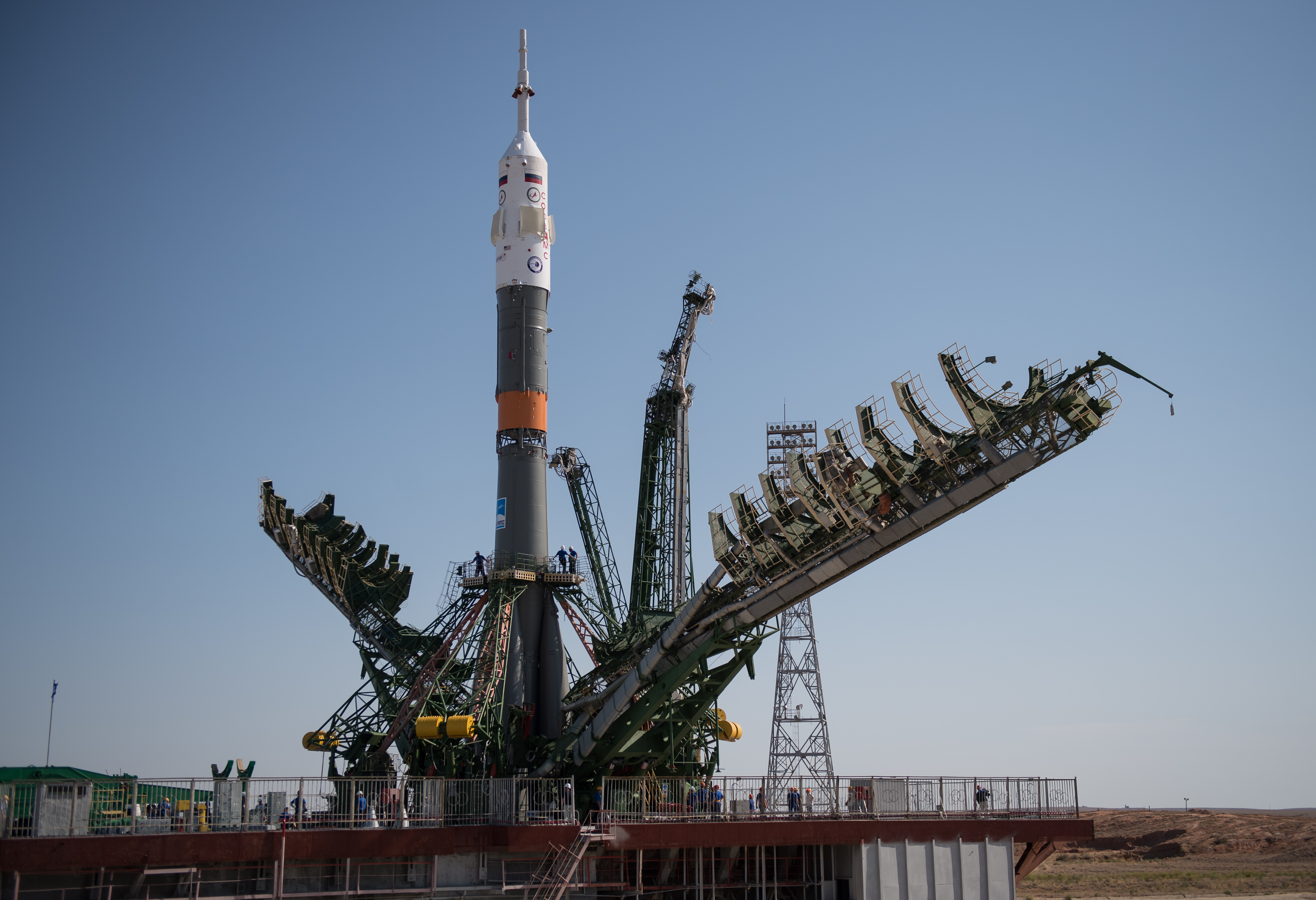
Корабель на стартовому майданчику, 26.06.2017
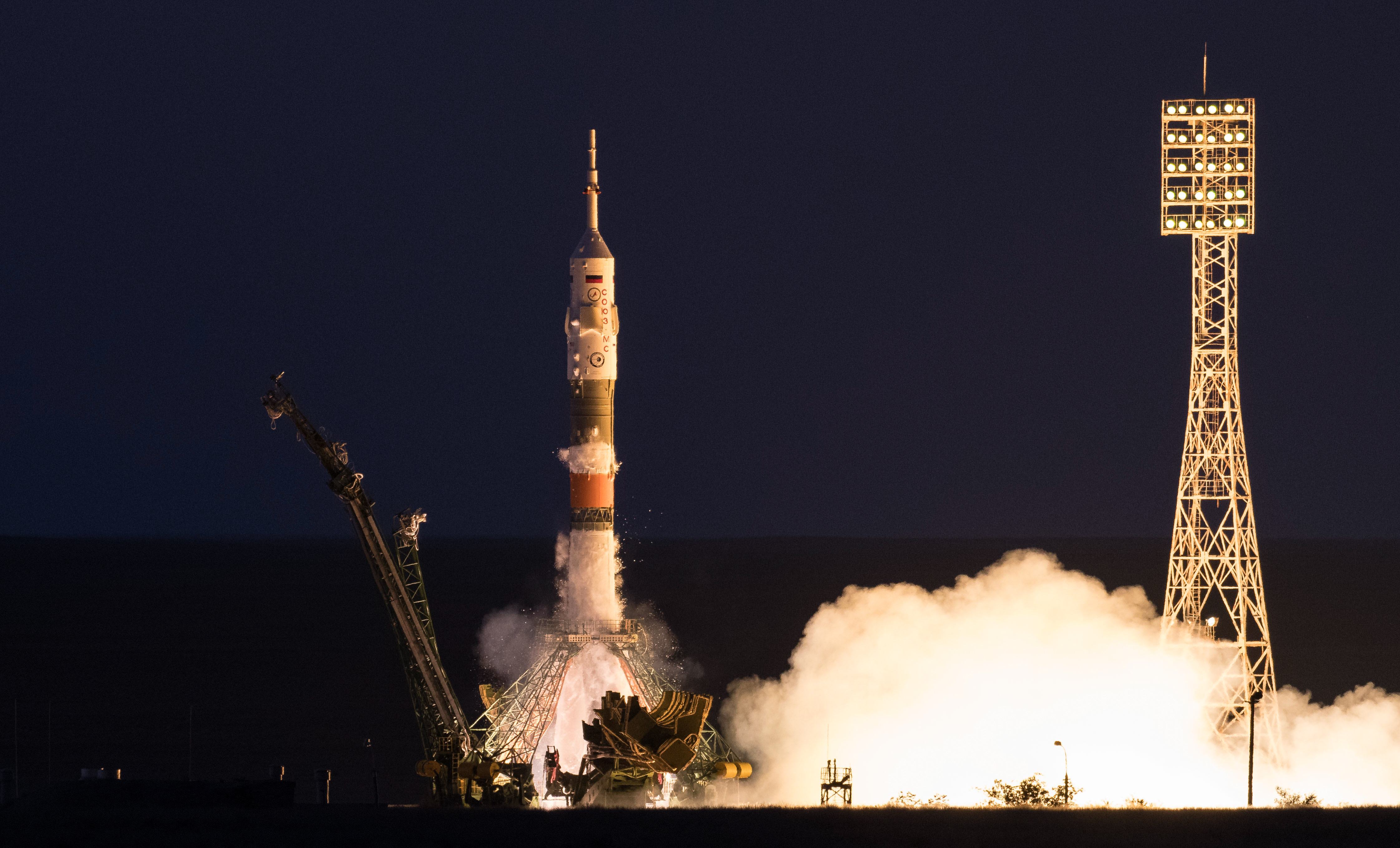
Запуск корабля
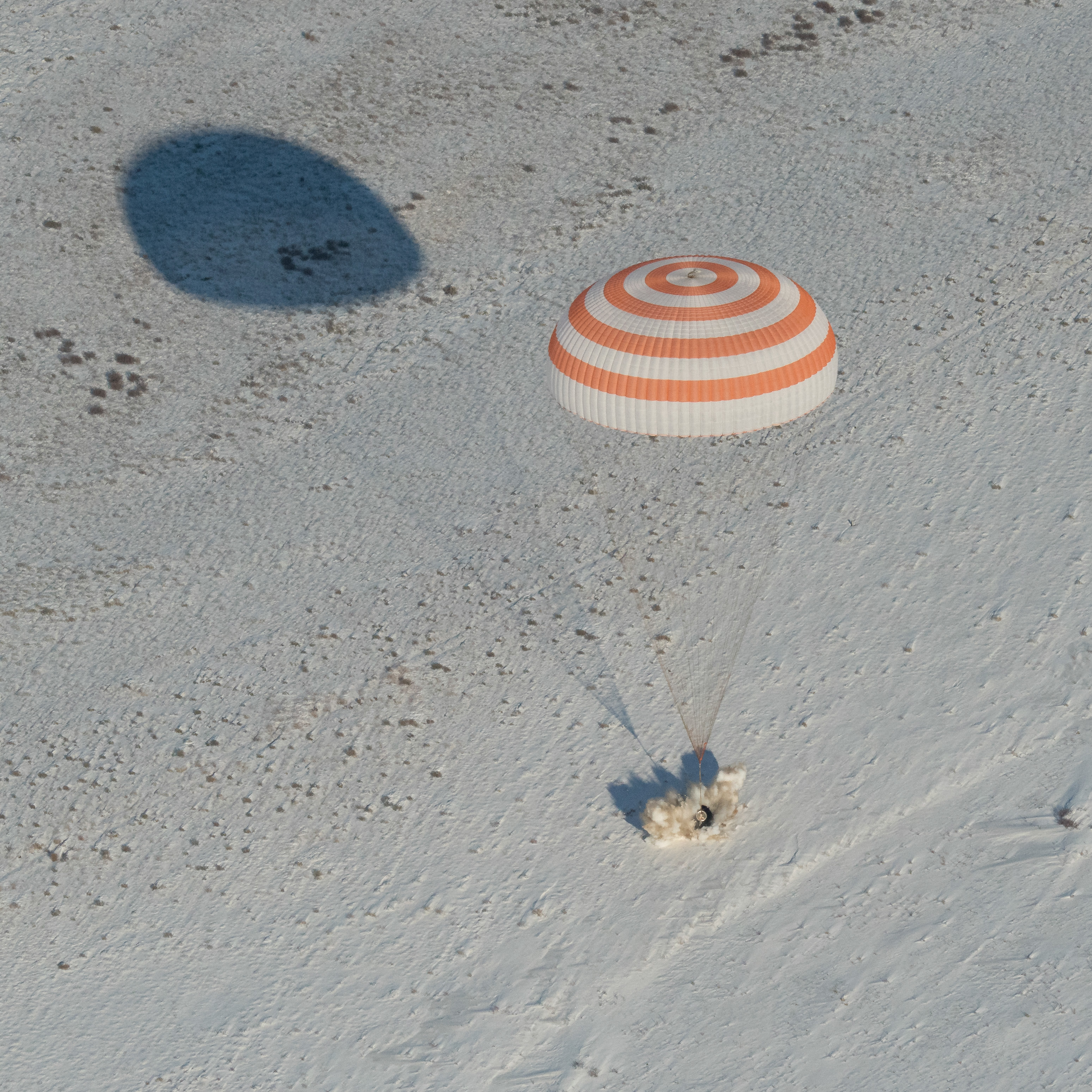
Посадка